# Флемал
Флемал (на френски: Flémalle) е селище в югоизточна Белгия, окръг Лиеж на провинция Лиеж. Населението му е около 26 000 души (2016).

## География
Флемал е разположен на 86 метра надморска височина в долината на река Мьоз, като централната му част е на левия бряг на реката и на 8 километра югозападно от центъра на град Лиеж.

## Икономика
На територията на общината е разположен един от големите металургични заводи на „АрселорМитал“.